# Torneo Apertura 2005 (Ecuador)
El Torneo Apertura 2005, conocido comercialmente como «Copa Pilsener 2005», fue la 47.ª edición del campeonato nacional de fútbol profesional en Ecuador. El torneo contó con la participación de 10 equipos, el campeón clasificó a la Copa Libertadores 2006 y el último descendió a la Serie B, los ocho primeros clasificaron a los Play-offs. La competencia se celebró entre el 12 de febrero y el 24 de julio.
Liga Deportiva Universitaria se proclamó Campeón Nacional del Torneo Apertura 2005, obtuvo el 8.° título de su historia. Fue el debut y antecedente directo de los torneos cortos en el país. Este formato solo duró por este año, con la adopción de las modalidades mexicana y chilena y el estreno de los Play-offs, solo en el Torneo Apertura de 2005.

## Sistema de juego
Por primera, en el fútbol ecuatoriano, se disputaron dos torneos cortos de modalidad mexicana en este año. El experimento fue aprobado por los 10 equipos en la Serie A de esa temporada, con partidos de ida y vuelta entre todos ellos. Al final de los 18 encuentros, el que se ubicó en el último lugar descendió automáticamente a la Serie B.
El equipo que quedó penúltimo en la tabla fue el único que no jugó la siguiente etapa del Torneo Apertura.
Los 8 restantes pasaron a disputar esta etapa que se denominó Play-offs, desde los cuartos de final. Por primera y única vez se formaron llaves de enfrentamientos que estuvieron estructuradas así: el primero jugó con el octavo, el segundo con el séptimo, el tercero con el sexto y el cuarto con el quinto.
Los ganadores formaron llaves de Semifinales que quedaron así: el vencedor entre el primero y octavo jugó con el vencedor entre el cuarto y el quinto. En tanto, el triunfador entre el segundo y séptimo midió fuerzas con el mejor entre el tercero y el sexto.
Finalmente, los 2 ganadores disputaron encuentros de ida y vuelta para definir el campeón del Torneo Apertura 2005 y ser el primero en clasificar a la Copa Libertadores 2006. La ventaja de cerrar como local cada llave fue a favor del mejor equipo ubicado en la tabla general de la primera parte del torneo.

## Relevo anual de clubes
| Pos | Ascendidos a la Serie A                   |
| --- | ----------------------------------------- |
| 1.º | Deportivo Quevedo (Campeón de la Serie B) |
| 2.º | Liga de Loja (Subcampeón de la Serie B)   |

| Pos  | Descendidos a la Serie B                        |
| ---- | ----------------------------------------------- |
| 9.º  | Macará (Penúltimo puesto de la Tabla acumulada) |
| 10.º | Espoli (Último puesto de la Tabla acumulada)    |

## Datos de los clubes
Tomaron parte en las competición 10 equipos, entre ellos el debutante: la Liga Deportiva Universitaria de Loja. También se destacó el retorno del histórico Club Deportivo Quevedo, tras 8 años ausente de la categoría.
| Equipo            | Ciudad    | Provincia  |
| ----------------- | --------- | ---------- |
| Aucas             | Quito     | Pichincha  |
| Barcelona         | Guayaquil | Guayas     |
| Deportivo Cuenca  | Cuenca    | Azuay      |
| Deportivo Quevedo | Quevedo   | Los Ríos   |
| Deportivo Quito   | Quito     | Pichincha  |
| El Nacional       | Quito     | Pichincha  |
| Emelec            | Guayaquil | Guayas     |
| Liga de Loja      | Loja      | Loja       |
| Liga de Quito     | Quito     | Pichincha  |
| Olmedo            | Riobamba  | Chimborazo |

## Todos contra todos

### Clasificación
| Pos. | Equipo                | Pts. | PJ | G  | E | P  | GF | GC | Dif. | Clasificación o descenso      |
| ---- | --------------------- | ---- | -- | -- | - | -- | -- | -- | ---- | ----------------------------- |
| 1    | Liga de Quito         | 41   | 18 | 13 | 2 | 3  | 48 | 22 | +26  | Clasificados a los Play-offs. |
| 2    | El Nacional           | 33   | 18 | 9  | 6 | 3  | 41 | 27 | +14  | Clasificados a los Play-offs. |
| 3    | Barcelona             | 26   | 18 | 7  | 5 | 6  | 19 | 31 | −12  | Clasificados a los Play-offs. |
| 4    | Deportivo Cuenca      | 25   | 18 | 7  | 4 | 7  | 26 | 28 | −2   | Clasificados a los Play-offs. |
| 5    | Liga de Loja          | 25   | 18 | 7  | 4 | 7  | 35 | 38 | −3   | Clasificados a los Play-offs. |
| 6    | Deportivo Quito       | 24   | 18 | 7  | 3 | 8  | 36 | 23 | +13  | Clasificados a los Play-offs. |
| 7    | Aucas                 | 24   | 18 | 7  | 3 | 8  | 22 | 27 | −5   | Clasificados a los Play-offs. |
| 8    | Olmedo                | 23   | 18 | 6  | 5 | 7  | 22 | 25 | −3   | Clasificados a los Play-offs. |
| 9    | Emelec                | 20   | 18 | 5  | 5 | 8  | 24 | 31 | −7   |                               |
| 10   | Deportivo Quevedo (D) | 9    | 18 | 2  | 3 | 13 | 22 | 43 | −21  | Descendió a la Serie B.       |

 Fuente: FEF
Criterios de clasificación: 1) Puntos; 2) Diferencia de gol; 3) Goles anotados; 4) Goles de visitante; 5) Sorteo.

### Partidos y resultados
| Fecha 1      | Fecha 1   | Fecha 1          |
| Equipo Local | Resultado | Equipo Visitante |
| ------------ | --------- | ---------------- |
| D.Quevedo    | 3-3       | Barcelona        |
| El Nacional  | 1-1       | D.Cuenca         |
| Aucas        | 2-2       | Olmedo           |
| D.Quito      | 5-0       | LDU(L)           |
| Emelec       | 0-2       | LDU(Q)           |

| Fecha 2      | Fecha 2   | Fecha 2          |
| Equipo Local | Resultado | Equipo Visitante |
| ------------ | --------- | ---------------- |
| LDU(L)       | 3-1       | Emelec           |
| El Nacional  | 1-1       | D.Quevedo        |
| LDU(Q)       | 4-1       | D.Cuenca         |
| Olmedo       | 0-1       | D.Quito          |
| Barcelona    | 2-0       | Aucas            |

| Fecha 3      | Fecha 3   | Fecha 3          |
| Equipo Local | Resultado | Equipo Visitante |
| ------------ | --------- | ---------------- |
| D.Quevedo    | 2-2       | LDU(L)           |
| Emelec       | 0-0       | Olmedo           |
| D.Quito      | 0-2       | Aucas            |
| D.Cuenca     | 0-0       | Barcelona        |
| El Nacional  | 4-1       | LDU(Q)           |

| Fecha 4      | Fecha 4   | Fecha 4          |
| Equipo Local | Resultado | Equipo Visitante |
| ------------ | --------- | ---------------- |
| LDU(Q)       | 2-1       | D.Quito          |
| LDU(L)       | 5-2       | D.Cuenca         |
| Aucas        | 1-0       | Emelec           |
| Olmedo       | 1-0       | D.Quevedo        |
| Barcelona    | 1-1       | El Nacional      |

| Fecha 5      | Fecha 5   | Fecha 5          |
| Equipo Local | Resultado | Equipo Visitante |
| ------------ | --------- | ---------------- |
| LDU(Q)       | 4-0       | Barcelona        |
| El Nacional  | 4-1       | LDU(L)           |
| D.Cuenca     | 2-0       | Olmedo           |
| D.Quevedo    | 1-3       | Aucas            |
| Emelec       | 2-0       | D.Quito          |

| Fecha 6      | Fecha 6   | Fecha 6          |
| Equipo Local | Resultado | Equipo Visitante |
| ------------ | --------- | ---------------- |
| D.Quito      | 3-0       | D.Quevedo        |
| Aucas        | 1-0       | D.Cuenca         |
| Olmedo       | 2-4       | El Nacional      |
| Emelec       | 1-2       | Barcelona        |
| LDU(L)       | 1-1       | LDU(Q)           |

| Fecha 7      | Fecha 7   | Fecha 7          |
| Equipo Local | Resultado | Equipo Visitante |
| ------------ | --------- | ---------------- |
| LDU(Q)       | 6-3       | Olmedo           |
| El Nacional  | 2-0       | Aucas            |
| D.Cuenca     | 0-4       | D.Quito          |
| D.Quevedo    | 3-1       | Emelec           |
| Barcelona    | 2-1       | LDU(L)           |

| Fecha 8      | Fecha 8   | Fecha 8          |
| Equipo Local | Resultado | Equipo Visitante |
| ------------ | --------- | ---------------- |
| D.Quito      | 3-3       | El Nacional      |
| Aucas        | 2-2       | LDU(L)           |
| Olmedo       | 3-1       | Barcelona        |
| D.Quevedo    | 0-1       | LDU(Q)           |
| Emelec       | 1-1       | D.Cuenca         |

| Fecha 9      | Fecha 9   | Fecha 9          |
| Equipo Local | Resultado | Equipo Visitante |
| ------------ | --------- | ---------------- |
| LDU(L)       | 2-1       | Olmedo           |
| LDU(Q)       | 1-0       | Aucas            |
| El Nacional  | 5-2       | Emelec           |
| Barcelona    | 1-0       | D.Quito          |
| D.Cuenca     | 2-1       | D.Quevedo        |

| Fecha 10     | Fecha 10  | Fecha 10         |
| Equipo Local | Resultado | Equipo Visitante |
| ------------ | --------- | ---------------- |
| D.Quevedo    | 1-2       | D.Cuenca         |
| Aucas        | 2-3       | LDU(Q)           |
| D.Quito      | 5-0       | Barcelona        |
| Olmedo       | 0-1       | LDU(L)           |
| Emelec       | 2-0       | El Nacional      |

| Fecha 11     | Fecha 11  | Fecha 11         |
| Equipo Local | Resultado | Equipo Visitante |
| ------------ | --------- | ---------------- |
| Barcelona    | 1-1       | Olmedo           |
| LDU(L)       | 1-1       | Aucas            |
| LDU(Q)       | 5-0       | D.Quevedo        |
| El Nacional  | 1-1       | D.Quito          |
| D.Cuenca     | 3-0       | Emelec           |

| Fecha 12     | Fecha 12  | Fecha 12         |
| Equipo Local | Resultado | Equipo Visitante |
| ------------ | --------- | ---------------- |
| LDU(L)       | 2-0       | Barcelona        |
| Olmedo       | 1-2       | LDU(Q)           |
| Emelec       | 5-1       | D.Quevedo        |
| D.Quito      | 1-2       | D.Cuenca         |
| Aucas        | 0-3       | El Nacional      |

| Fecha 13     | Fecha 13  | Fecha 13         |
| Equipo Local | Resultado | Equipo Visitante |
| ------------ | --------- | ---------------- |
| LDU(Q)       | 3-1       | LDU(L)           |
| El Nacional  | 0-1       | Olmedo           |
| D.Cuenca     | 0-1       | Aucas            |
| D.Quevedo    | 2-1       | D.Quito          |
| Barcelona    | 2-2       | Emelec           |

| Fecha 14     | Fecha 14  | Fecha 14         |
| Equipo Local | Resultado | Equipo Visitante |
| ------------ | --------- | ---------------- |
| Aucas        | 3-2       | D.Quevedo        |
| LDU(L)       | 2-5       | El Nacional      |
| D.Quito      | 4-0       | Emelec           |
| Olmedo       | 2-0       | D.Cuenca         |
| Barcelona    | 1-0       | LDU(Q)           |

| Fecha 15     | Fecha 15  | Fecha 15         |
| Equipo Local | Resultado | Equipo Visitante |
| ------------ | --------- | ---------------- |
| D.Cuenca     | 2-1       | LDU(L)           |
| Emelec       | 2-1       | Aucas            |
| D.Quevedo    | 2-3       | Olmedo           |
| El Nacional  | 4-0       | Barcelona        |
| D.Quito      | 0-4       | LDU(Q)           |

| Fecha 16     | Fecha 16  | Fecha 16         |
| Equipo Local | Resultado | Equipo Visitante |
| ------------ | --------- | ---------------- |
| LDU(Q)       | 7-0       | El Nacional      |
| Aucas        | 0-5       | D.Quito          |
| Olmedo       | 0-0       | Emelec           |
| LDU(L)       | 5-3       | D.Quevedo        |
| Barcelona    | 2-1       | D.Cuenca         |

| Fecha 17     | Fecha 17  | Fecha 17         |
| Equipo Local | Resultado | Equipo Visitante |
| ------------ | --------- | ---------------- |
| D.Quito      | 1-1       | Olmedo           |
| D.Cuenca     | 5-1       | LDU(Q)           |
| Aucas        | 3-0       | Barcelona        |
| D.Quevedo    | 0-1       | El Nacional      |
| Emelec       | 3-2       | LDU(L)           |

| Fecha 18     | Fecha 18  | Fecha 18         |
| Equipo Local | Resultado | Equipo Visitante |
| ------------ | --------- | ---------------- |
| LDU(Q)       | 1-0       | Emelec           |
| Barcelona    | 1-0       | D.Quevedo        |
| LDU(L)       | 3-1       | D.Quito          |
| Olmedo       | 1-0       | Aucas            |
| D.Cuenca     | 2-2       | El Nacional      |

## Play-offs

### Cuadro de desarrollo
|  | Cuartos de final  | Cuartos de final | Cuartos de final |   |               | Semifinales      | Semifinales      | Semifinales      |  |  | Final            | Final            | Final            |
|  | 6 y 10 de julio   | 6 y 10 de julio  | 6 y 10 de julio  |   |               | 13 y 17 de julio | 13 y 17 de julio | 13 y 17 de julio |  |  | 20 y 24 de julio | 20 y 24 de julio | 20 y 24 de julio |
|  |                   |                  |                  |   |               |                  |                  |                  |  |  |                  |                  |                  |
|  | Liga de Quito     | 1                | 5                |   |               |                  |                  |                  |  |  |                  |                  |                  |
|  | Olmedo            | 1                | 1                |   |               |                  |                  |                  |  |  |                  |                  |                  |
|  | Olmedo            | 1                | 1                |   | Liga de Quito | 1                | 3                |                  |  |  |                  |                  |                  |
|  |                   |                  |                  |   | Liga de Quito | 1                | 3                |                  |  |  |                  |                  |                  |
|  |                   | Deportivo Cuenca | 2                | 1 |               |                  |                  |                  |  |  |                  |                  |                  |
|  | Deportivo Cuenca* | Deportivo Cuenca | 2                | 1 | 1             | 3                |                  |                  |  |  |                  |                  |                  |
|  | Deportivo Cuenca* |                  |                  |   | 1             | 3                |                  |                  |  |  |                  |                  |                  |
|  | Liga de Loja      | 1                | 3                |   |               |                  |                  |                  |  |  |                  |                  |                  |
|  |                   |                  |                  |   |               |                  |                  |                  |  |  | Liga de Quito    | 0                | 3                |
|  |                   |                  | Barcelona        | 1 | 0             |                  |                  |                  |  |  |                  |                  |                  |
|  | Barcelona*        | 0                | 2                |   |               |                  |                  |                  |  |  |                  |                  |                  |
|  | Deportivo Quito   | 2                | 0                |   |               |                  |                  |                  |  |  |                  |                  |                  |
|  | Deportivo Quito   | 2                | 0                |   | Barcelona     | 1                | 2                |                  |  |  |                  |                  |                  |
|  |                   |                  |                  |   | Barcelona     | 1                | 2                |                  |  |  |                  |                  |                  |
|  |                   | El Nacional      | 1                | 1 |               |                  |                  |                  |  |  |                  |                  |                  |
|  | El Nacional       | El Nacional      | 1                | 1 | 0             | 4                |                  |                  |  |  |                  |                  |                  |
|  | El Nacional       |                  |                  |   | 0             | 4                |                  |                  |  |  |                  |                  |                  |
|  | Aucas             | 0                | 0                |   |               |                  |                  |                  |  |  |                  |                  |                  |

(*) Barcelona y Deportivo Cuenca pasaron a la siguiente ronda al tener mejor puntuación en la liguilla previa.

### Cuartos de final
| 6 de julio de 2005 | Olmedo      | 1:1 (1:0) | Liga de Quito | Estadio Olímpico, Riobamba |  |
|                    | Hurtado 24' | Reporte   | Graziani 79'  |                            |  |

| 10 de julio de 2005 | Liga de Quito                                        | 5:1 (1:1) | Olmedo      | Estadio Casa Blanca, Quito |  |
|                     | García Reyes 31', 59' · Ambrosi 70' · Salas 77', 81' | Reporte   | Burbano 26' |                            |  |

| 6 de julio de 2005 | Liga de Loja | 1:1 (0:0) | Deportivo Cuenca | Estadio Federativo Reina del Cisne, Loja |  |
|                    | Segura 58'   | Reporte   | Preciado 81'     |                                          |  |

| 10 de julio de 2005 | Deportivo Cuenca                            | 3:3 (1:0) | Liga de Loja                  | Estadio Alejandro Serrano Aguilar, Cuenca |  |
|                     | Carnero 14' · Calderón 43' · González 90+2' | Reporte   | Segura 46', 49' · Capurro 52' |                                           |  |

| 6 de julio de 2005 | Deportivo Quito            | 2:0 (1:0) | Barcelona | Estadio Olímpico Atahualpa, Quito |  |
|                    | Baldeón 45' · Saritama 64' | Reporte   |           |                                   |  |

| 10 de julio de 2005 | Barcelona                  | 2:0 (0:0) | Deportivo Quito | Estadio Monumental, Guayaquil |  |
|                     | Kaviedes 56' · Delgado 64' | Reporte   |                 |                               |  |

| 6 de julio de 2005 | Aucas | 0:0 (0:0) | El Nacional | Estadio Chillogallo, Quito |  |
|                    |       | Reporte   |             |                            |  |

| 10 de julio de 2005 | El Nacional                                     | 4:0 (0:0) | Aucas | Estadio Olímpico Atahualpa, Quito |  |
|                     | Lara 51' · Chalá 61' · Borja 65' · Quiñónez 83' |           |       |                                   |  |

### Semifinales
| 13 de julio de 2005 | Barcelona        | 1:1 (1:0) | El Nacional | Estadio Monumental, Guayaquil |  |
|                     | Ayoví 16' (pen.) | Reporte   | Borja 84'   |                               |  |

| 17 de julio de 2005 | El Nacional    | 1:2 (1:1) | Barcelona               | Estadio Olímpico Atahualpa, Quito |  |
|                     | Castillo 45+1' | Reporte   | Kaviedes 13' · Vera 84' |                                   |  |

| 13 de julio de 2005 | Deportivo Cuenca           | 2:1 (1:0) | Liga de Quito  | Estadio Alejandro Serrano Aguilar, Cuenca |  |
|                     | González 39' · Carnero 68' | Reporte   | Mina 6' (a.g.) |                                           |  |

| 17 de julio de 2005 | Liga de Quito                                 | 3:1 (1:1) | Deportivo Cuenca | Estadio Casa Blanca, Quito |  |
|                     | Palacios 35' · Urrutia 50' · García Reyes 58' | Reporte   | Carnero 29'      |                            |  |

### Final
| 20 de julio de 2005 | Barcelona     | 1:0 (1:0) | Liga de Quito | Estadio Monumental, Guayaquil |  |
|                     | Caicedo 45+2' | Reporte   |               |                               |  |

| 24 de julio de 2005 | Liga de Quito                        | 3:0 (1:0) (Global 3:1) | Barcelona | Estadio Casa Blanca, Quito |  |
|                     | Espínola 5' · Salas 64' · Reasco 69' | Reporte                |           |                            |  |

|                                                 |
|                                                 |
| Campeón Liga Deportiva Universitaria 8.º título |

## Goleadores
| Jugador              | Equipo           | Goles |
| -------------------- | ---------------- | ----- |
| Wilson Segura        | Liga de Loja     | 21    |
| Ariel Graziani       | Liga de Quito    | 16    |
| Gabriel García Reyes | Liga de Quito    | 13    |
| Jhonny Baldeón       | Deportivo Quito  | 12    |
| Félix Borja          | El Nacional      | 11    |
| Cristian Carnero     | Deportivo Cuenca | 10    |
| Otilino Tenorio      | El Nacional      | 10    |
| Eduardo Hurtado      | Olmedo           | 7     |